# Johannes Acronius Frisius
Johannes Acronius Frisius, nizozemski zdravnik, matematik, pesnik in pedagog, * 1520, Akkrum, † 18. oktober 1564, Basel.
Poučeval je na Univerzi v Baslu: matematiko (1547-1549), logiko (1549-1564) in medicino (1564).